# Rukban
Rukban, manchmal auch als Rakban transkribiert, arabisch الركبان, DMG ar-Rukbān oder ar-Rakbān bzw. الرقبان / ar-Ruqbān, ist ein trockenes abgelegenes Gebiet in Syrien nahe dem äußersten Nordosten Jordaniens, nahe der gemeinsamen Grenzen mit Syrien und dem Irak.
Das Gebiet wurde 2014 zu einem Flüchtlingslager für Syrer. Rukban liegt im entmilitarisierten Streifen nördlich des jordanisch-syrischen Grenzwalls, einem Niemandsland.

## Geschichte
Rukban ist eine völlig trockene und abgelegene Gegend, die seit 2014 von einer Reihe syrischer Flüchtlinge bewohnt wird. Bis 2016 nahm Jordanien Flüchtlinge an mehreren Grenzübergängen entlang der Grenze zu Syrien auf, und das Land hat bis 2016 über 1,4 Millionen Syrer aufgenommen. Dieser spezifische Grenzübergang wurde von Asylsuchenden bewohnt, da Jordanien den Zugang blockiert hatte, aber es erlaubt es etwa 50 bis 100 von ihnen, nach strenger Prüfung ins Land zu gelangen; die Regierung nennt Sicherheitsbedenken bezüglich Informationen über das Vorhandensein versteckter islamischer Schläferzellen.
Die UNO räumte nicht ein, dass die Bewohner Rukbans besondere oder zusätzliche Sicherheitsbedenken äußerten, aber die Organisation forderte Jordanien auf, Flüchtlingen in Rukban unverzüglich den Zugang zum Land zu gestatten. sagte Melessa Flemming vom UNHCR: „UN-Beamte akzeptieren, dass Jordanien berechtigte Sicherheitsbedenken hat, aber die UNO fordert Jordanien weiterhin auf, den Einwohnern von Rukban die Einreise nach Jordanien zu gestatten“. Die Zahl der Syrer stieg dort 2016 auf 75.000 und wurde zu einem De-facto-Lager, das 2015 von Human Rights Watch (HRW) heftige Kritik und Verurteilung Jordaniens erhielt.
2019 bezeichnete ein Vertreter des WFP die humanitäre Situation als dramatisch.
Im Juni 2025 wurde das Lager geschlossen.